# IRAS 17423-1755

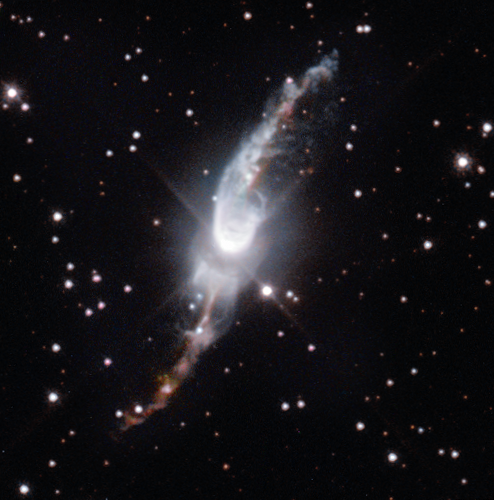
Planetarisk nebulosa IRAS 17423-1755, foto: Hubble Space Telescope

IRAS 17423-1755 även känd som Henize 3-1475 är en planetarisk nebulosa i den norra delen av stjärnbilden Skytten. Den har en skenbar magnitud av 12,87 och kräver ett kraftfullt teleskop för att kunna observeras. Baserat på parallax enligt observationer med Hubbleteleskopet beräknas den befinna sig på ett avstånd på ca 18 000 ljusår från solen. Centralstjärnan är ca 20 000 gånger mera ljusstark än solen.